# Golgota picnic

Golgota picnic (ou Gólgota picnic) est une pièce de théâtre de l'auteur argentin Rodrigo García, présentée en France en 2011. Elle met en scène un Jésus-Christ fou.

## Sujet de la pièce
La pièce entremêle critique sérieuse de la société de consommation, désespoir sur le genre humain et déconstruction de la personne et du message de Jésus de Nazareth. Dans la lignée de son œuvre globale, Rodrigo García livre un art qualifié par la critique comme étant subversif, dérangeant, visuellement puissant et déroutant, sur un texte sarcastique et parfois tragi-comique.
Le spectacle est né de la collaboration entre Rodrigo García et le musicien Marino Formenti, qui dans la pièce joue Les Sept Dernières Paroles du Christ en Croix de Joseph Haydn au piano, complètement nu.

## Manifestations

### Première à Toulouse
Présentée en première au Théâtre Garonne à Toulouse le 16 novembre 2011, la pièce est décrite par certaines organisations chrétiennes comme blasphématoire et christianophobe,. Plusieurs manifestations ont lieu lors de cette première. L'évêque de Toulouse, Robert Le Gall, publie une réaction à la pièce, estimant que le dieu dénoncé par Rodrigo García « n’est pas le Dieu que les chrétiens annoncent », appelant au dialogue entre la culture et le christianisme, et désapprouvant les manifestations prévues à Toulouse autour de la pièce.

### Première parisienne
La pièce est jouée en première parisienne le 8 décembre 2011 au Théâtre du Rond-Point. Côté catholique, en dehors du théâtre, 250 manifestants du collectif Culture et foi: et si on se respectait ?, appelés par la parodiste Frigide Barjot, les journalistes catholiques Thibault Dary et Jacques de Guillebon, et enfin Jehan de Chaillé, rejoint par le comédien catholique Michael Lonsdale défilent pacifiquement, afin de déposer une fleur blanche « en signe de blessure et de volonté de dialogue ». Une délégation prévue par le collectif, composée de Frigide Barjot, Jacques de Guillebon, Jehan de Chaillé et Michael Lonsdale, est reçue par le directeur du Théâtre du Rond-Point Jean-Michel Ribes, qui accepte d'organiser une table ronde rassemblant des professionnels de la culture et des chrétiens laïcs. Parallèlement, 60 contre-manifestants brandissant des drapeaux de la CGT et d'Alternative libertaire, soutiennent les organisateurs de la pièce. Plus tard, à Notre-Dame de Paris, 4 000 à 7 500 fidèles — selon les sources — se réunissent pour « une veillée de prières et une méditation sur la Passion »,. Michael Lonsdale regrette « cette vision si désespérante de la religion », tandis que Christophe Girard, adjoint à la Culture à la Mairie de Paris applaudit « un spectacle sur le regret d'une certaine spiritualité » et estime que « le sujet n'est pas religieux ».
Des manifestations analogues se répètent le dimanche après-midi suivant 11 décembre. 2 000 catholiques traditionalistes — chiffre de la police — défilent à l'invitation de l'Institut Civitas devant le Théâtre du Rond-Point, tandis que, à l'appel d'une vingtaine d'organisations dont le Parti de gauche, le Parti communiste, le NPA et le syndicat Sud, 250 personnes manifestent de la place Saint-Michel à Jussieu contre « l'ordre moral » qui serait selon elles défendu par les mouvements traditionalistes.